# Hilbertproblemen
Hilbertproblemen är en lista från år 1900 över 23 då olösta problem inom matematiken som lades fram av David Hilbert vid en konferens i Paris. Försöken att lösa flera av dem skulle senare visa sig ha stort inflytande över 1900-talets matematik.

## Status
Idag har problem nummer 3, 7, 10, 11, 13, 14, 17, 19 och 20 fått lösningar som är vitt accepterade. Problem 1, 2, 5, 9, 15, 18+, 21, och 22 har lösningar som är delvis accepterade; det är inte helt klart huruvida de bevis som finns verkligen löser problemet (för till exempel problem 1 finns bevis som säger att problemet inte går att lösa). Att problem 18 markerats med ett + innebär att lösningen till Keplerproblemet använder sig av datorkraft, vilket gör lösningen anakronistisk för ett Hilbertproblem och också till viss del kontroversiellt då ingen människa kan bekräfta det givet en rimlig tidsrymd.
Problem 8 (Riemannhypotesen) och 12 är fortfarande olösta. Problem 4, 6, 16 och 23 är för oprecisa för att man nånsin skall kunna kalla dem lösta. År 2003 blev en svensk student uppmärksammad i media då hon ansåg sig ha löst det sextonde problemet. Den tidskrift som först tänkt publicera lösningen ändrade sig efter att lösningen visat sig vara felaktig.
| Problem | Kort förklaring | Status |
| ------- | --- | --- |
| 1       | Kontinuumhypotesen (det finns ingen mängd med storlek mellan mängderna av heltal och reella tal)                                                                                              | Man har bevisat att det är omöjligt att vare sig bevisa eller motbevisa utsagan inom ZFC. Konsensus saknas om detta verkligen löser problemet.                                      |
| 2       | Bevisa att aritmetikens axiom är konsistenta (att aritmetik är ett formellt system utan motsägelser).                                                                                         | Delvis löst. Vissa anser att det har bevisats vara omöjligt att bevisa avsaknad av motsägelser i ett axiomatiskt system med en ändlig mängd axiom. Se Gödels ofullständighetssatser |
| 3       | Kan två tetraedrar bevisas ha lika stor volym (med vissa antaganden)? | Löst. Det har med hjälp av Dehninvarianter visats vara omöjligt. |
| 4       | Konstruera alla metriker med geodesiska linjer. | För vagt för att kunna anses vara vare sig löst eller olöst. |
| 5       | Är kontinuerliga grupper per automatik differentiella grupper? | Löst av Andrew Gleason |
| 6       | Axiomatisera fysiken | Olöst. Omatematiskt. |
| 7       | Är a b transcendent, för alla algebraiska a ≠ 0,1 och alla irrationella algebraiska b ? | Löst. Gelfond–Schneiders sats visar att detta är sant. |
| 8       | Riemannhypotesen (realdelen för alla icke triviala nollställen till Riemanns zetafunktion är ½) samt Goldbachs antagande (varje jämnt tal större än 2 kan skrivas som summan av två primtal). | Ej lösta. |
| 9       | Hitta den mest generella reciprocitetssatsen i en godtycklig algebraisk talkropp | Delvis löst: Problemet har lösts för abelska utvidgningar av de rationella talen, men ej i det allmänna fallet.                                                                     |
| 10      | Hitta en algoritm för att avgöra om en given polynomiell Diofantisk ekvation med heltalskoefficienter har en heltalslösning.                                                                  | Löst. Matijasevitjs sats medför att en sådan algoritm ej står att finna. |
| 11      | Lösa kvadratiska former med algebraiska koefficienter. | Delvis löst |
| 12      | Utvidga Kroneckers sats om abelska utvidgningar från de rationella talen till en godtycklig talkropp.                                                                                         | Ej löst |
| 13      | Lös alla 7:e gradens ekvationer med hjälp av funktioner av två variabler. | Löst. Vladimir Arnold har visat att det är möjligt. |
| 14      | Bevisa vissa kompletta funktionssystems ändlighet. | Löst. Motexempel har visat att det generellt ej är möjligt. |
| 15      | Skapa en rigorös grund för Schubertkalkylen. | Delvis löst. |
| 16      | Algebraiska kurvor och ytors topologi. | Ej löst. |
| 17      | Uttryck definita rationella funktioner som kvoter av summor av kvadrater. | Löst. En övre gräns för antalet nödvändiga kvadratiska termer har hittats. |
| 18      | Finns det regelbundna polyedrar som fyller rummet? Vilken är det tätaste sättet att packa sfärer?                                                                                             | Löst. |
| 19      | Är lösningarna till Lagrangefunktionen alltid analytiska? | Löst av John Forbes Nash. Lösningarna är alltid analytiska. |
| 20      | Har alla variationsproblem med vissa randvillkor lösningar? | Löst. Detta har varit ett viktigt område under 1900-talet, och lösningar har konstruerats även för det icke-linjära fallet.                                                         |
| 21      | Bevis av existensen av linjära differentialekvationer med en specificerad monodromigrupp. | Löst. Existensen av sådana grupper beror på problemets formulering. |
| 22      | Göra analytiska relationer uniforma genom användandet av automorfa funktioner. | Löst |
| 23      | Fortsatt utveckling av variationskalkylen | För vagt för att kunna betraktas som vare sig löst eller olöst. Variationskalkylen har dock utvecklats under 1900-talet.                                                            |